# Africada alveolar surda
A africada alveolar surda é um tipo de fonema, usado em algumas línguas faladas. O fonema é transcrito no Alfabeto Fonético Internacional com ⟨t͡s⟩ ou ⟨t͜s⟩ (anteriormente com ⟨ʦ⟩ ou ⟨ƾ⟩). A africada alveolar surda ocorre em muitas línguas indo-europeias, como alemão, caxemira, marata, pachto, russo e na maioria das outras línguas eslavas, como polonês e servo-croata; também, entre muitos outros, em georgiano, japonês, mandarim e cantonês. Algumas línguas auxiliares internacionais, como esperanto, ido e interlíngua também incluem este fonema.

## Características
- Seu modo de articulação é a africada sibilante, o que significa que é produzida primeiro interrompendo totalmente o fluxo de ar, depois direcionando-o com a língua para a borda afiada dos dentes, causando turbulência de alta frequência.
- O componente de parada deste africado é laminal alveolar, o que significa que é articulado com a lâmina da língua na crista alveolar. Para simplificar, essa africada é geralmente chamada de componente fricativa sibilante.

- Existem pelo menos três variantes específicas do componente fricativo:

1. Alveolar laminal dentalizado (comumente chamado de "dental"), o que significa que é articulado com a ponta da língua muito próxima aos dentes anteriores superiores, com a lâmina da língua apoiada atrás dos dentes anteriores inferiores. O efeito de assobio nesta variação de [s] é muito forte.[1]
2. Alveolar não retraído, o que significa que é articulado com a ponta ou a lâmina da língua nos alvéolos, denominada respectivamente apical e laminal.
3. Alveolar retraído, o que significa que é articulado com a ponta ou a lâmina da língua ligeiramente atrás dos alvéolos, denominada respectivamente apical e laminal.

- Acusticamente, é próximo a [ʃ] ou laminal [ʂ].
- Sua fonação é surda, o que significa que é produzida sem vibrações das cordas vocais. Em alguns idiomas, as cordas vocais estão ativamente separadas, por isso é sempre surda; em outras, as cordas são frouxas, de modo que pode assumir a abertura de sons adjacentes.
- É uma consoante oral, o que significa que o ar só pode escapar pela boca.
- O mecanismo da corrente de ar é pulmonar, o que significa que é articulado empurrando o ar apenas com os pulmões e o diafragma, como na maioria dos fonemas.

## Ocorrência

### Variável
| Língua   | Língua | Palavra | AFI         | Significado | Notas |
| -------- | ------ | ------- | ----------- | ----------- | --- |
| Alemão   | Padrão | Zeit    | [t͡säɪ̯t]     | Tempo       | O componente fricativo varia entre laminal dentalizado, laminal não retraído e apical não retraído.                                               |
| Italiano | Padrão | grazia  | [ˈɡrät̚t͡sjä] | Graça       | O componente fricativo varia entre laminal dentalizado e apical não retraído. Neste último caso, o componente de parada é denti-alveolar laminal. |

### Laminal alveolar dentalizado
| Language         | Language         | Word                   | IPA             | Meaning       | Notes                                                                    |
| ---------------- | ---------------- | ---------------------- | --------------- | ------------- | ------------------------------------------------------------------------ |
| Armênio          | Oriental         | ցանց                   | [t̻͡s̪an̪t̻͡s̪]ⓘ       | Rede          | Contrasta com formas aspiradas e não aspiradas.                          |
| Basco            | Basco            | hotz                   | [o̞t̻͡s̪]           | Frio          | Contrasta com uma africada sibilante com um componente fricativo apical. |
| Bielorruso       | Bielorruso       | цётка                  | [ˈt̻͡s̪ʲɵtka]      | Tia           |                                                                          |
| Chinês           | Padrão           | 早餐                   | [t̻͡s̪ɑʊ˨˩ t̻͡s̪ʰan˥] | Café da manhã | Contrasta com forma aspirada.                                            |
| Tcheco           | Tcheco           | co                     | [t̻͡s̪o̝]           | O que         |                                                                          |
| Húngaro          | Húngaro          | cica                   | [ˈt̻͡s̪it̻͡s̪ɒ]       | Gatinha       |                                                                          |
| Japonês          | Japonês          | 津波                   | [t̻͡s̪ɯ̟ᵝnämi]      | Tsunami       |                                                                          |
| Kashmiri         | Kashmiri         | ژاس                    | [t͡saːs]         | Tossida       |                                                                          |
| Cassúbio         | Cassúbio         | [ exemplo necessário ] |                 |               |                                                                          |
| Cazaque          | Cazaque          | инвестиция             |                 | Preço         | Apenas em palavras emprestadas do russo.                                 |
| Quirguiz         |                  | инвестиция             |                 | Preço         | Apenas em palavras emprestadas do russo.                                 |
| Letão            | Letão            | cena                   | [ˈt̻͡s̪en̪ä]        | Preço         |                                                                          |
| Macedônio        | Macedônio        | цвет                   | [t̻͡s̪ve̞t̪]         | Flor          |                                                                          |
| Pachto           | Pachto           | څــلور                 | [ˌt͡səˈlor]      | Quatro        |                                                                          |
| Polonês          | Polonês          | co                     | [t̻͡s̪ɔ]ⓘ          | O que         |                                                                          |
| Romeno           | Romeno           | preț                   | [pre̞t̻͡s̪]         | Preço         |                                                                          |
| Russo            | Russo            | царь                   | [t̻͡s̪ärʲ]         | Tsar          |                                                                          |
| Servo-Croata     | Servo-Croata     | cilj                   | [t̻͡s̪îːʎ]         | Alvo          |                                                                          |
| Eslovaco         | Eslovaco         | cisár                  | [t̻͡s̪isaːr]       | Imperador     |                                                                          |
| Esloveno         | Esloveno         | cvet                   | [t̻͡s̪ʋéːt̪]        | Vento         |                                                                          |
| Tyap             | Tyap             | tsa                    | [t͡sa]           | Começar       |                                                                          |
| Ucraniano        | Ucraniano        | цей                    | [t̻͡s̪ɛj]          | Esse aqui     |                                                                          |
| Sorábio superior | Sorábio superior | cybla                  | [ˈt̻͡s̪ɪblä]       | Cebola        |                                                                          |
| Usbeque          | Usbeque          | [ exemplo necessário ] |                 |               |                                                                          |

### Alveolar não-retraído
| Língua                  | Língua                         | Palavra        | AFI              | Significado    | Notas |
| ----------------------- | ------------------------------ | -------------- | ---------------- | -------------- | --- |
| Árabe                   | Najdi                          | ك‍‍لب            | [t͡salb]          | Cachorro       | Corresponde a /k/ e /t͡ʃ/ em outros dialetos. |
| Asturiano               | Alguns dialetos                | otso           | [ˈot͡so]          | Oito           | Corresponde ao padrão /t͡ʃ/. |
| Asturiano               | Ḷḷena, Mieres, e outros.       | ḷḷuna          | [ˈt͡sunɐ]         | Lua            | Realização alveolar do che vaqueira em vez de retroflexo normal ([ʈ͡ʂ]). |
| Basco                   | Basco                          | hots           | [ot̻͡s̺]            | Som            | O componente fricativo é apical. Contrasta com uma africada laminal com um componente fricativo dentalizado.                                                                                               |
| Catalão                 | Catalão                        | potser         | [puˈtt̻͡s̺e]        | Talvez         | O componente fricativo é apical. |
| Yup'ik central alaskano | Yup'ik central alaskano        | cetaman        | [t͡səˈtaman]      | Quatro         | Alofone de /t͡ʃ/ antes de um xevá. |
| Dinamarquês             | Padrão                         | to             | [ˈt̻͡s̺ʰoːˀ]        | Dois           | O componente fricativo é apical. Em alguns sotaques, é percebido como [tʰ]. Normalmente transcrito como /tˢ/ ou /t/. Contrasta com a parada não aspirada [t], que geralmente é transcrita como /d̥/ ou /d/. |
| Holandês                | Dialeto Orsmaal-Gussenhoven    | mat            | [ˈmät͡s]          | Mercado        | |
| Inglês                  | Cockney                        | tea            | [ˈt͡səˑi̯]         | Chá            | Possível alofone do início de palavras, em posição intervocálica e de final de palavra de /t/. |
| Inglês                  | Received Pronunciation         | tea            | [ˈt͡sɪˑi̯]         | Chá            | Possível alofone do início de palavras, em posição intervocálica e de final de palavra de /t/. |
| Inglês                  | Nova Iorque                    | tea            | [ˈt͡sɪˑi̯]         | Chá            | Possível alofone de início de sílabas. |
| Inglês                  | Nova Zelândia                  | tea            | [ˈt͡sɪˑi̯]         | Chá            | Alofone de início de palavra de /t/. |
| Inglês                  | Norte de Gales                 | tea            | [ˈt͡siː]          | Chá            | Alofone do início e final da palavra de /t/; tem variação livre com uma oclusiva aspirada [tʰ]. |
| Inglês                  | Scouse                         | tea            | [ˈt͡siː]          | Chá            | Possível alofone no começo de sílaba e no final de palavras de /t/. |
| Inglês                  | Sul-africano geral             | wanting        | [ˈwɑnt͡sɪŋ]       | Querendo       | Possível alofone de /t/ no final de sílabas. |
| Filipino                | Filipino                       | tsokolate      | [t͡sokɔlate]      | Chocolate      | |
| Francês                 | Quebec                         | tu             | [t͡sy]            | Você           | Alofone de /t/ antes de /i, y/. |
| Georgiano.              | Georgiano.                     | კაცი           | [kʼɑt͡si]         | Homem          | |
| Luxemburguês            | Luxemburguês                   | Zuch           | [t͡suχ]           | Trem           | |
| Marata                  | Marata                         | चाप             | ['t͡sapə]         | Clipe          | Representado por /च/, que também representa [t͡ʃ]. A diferença nunca é marcada. |
| Nepali                  | Nepali                         | चाप             | [t͡säp]           | Pressão        | Contrasta com versões aspiradas e não aspiradas. |
| Português               | Europeu                        | parte sem vida | [ˈpaɾt͡sẽj ˈviðɐ] | Parte sem vida | Alofone de /t/ antes de /i, ĩ/ ou assimilação devido ao desaparecimento de /i~ɨ~e/. Cada vez mais utilizado no Brasil.                                                                                     |
| Português               | Brasileiro                     | participação   | [paʁt͡sipaˈsɜ̃w]   | Participação   | Alofone de /t/ antes de /i, ĩ/ ou assimilação devido ao desaparecimento de /i~ɨ~e/. Cada vez mais utilizado no Brasil.                                                                                     |
| Português               | A maioria dos falantes         | shiatsu        | [ɕiˈat͡su]        | Shiatsu        | Muitos brasileiros podem palatalizar o africado. (/ts/>/tʃ/), como por exemplo em tsunami [tʃisuˈnɜ̃mi]).                                                                                                   |
| Espanhol                | Madri                          | ancha          | [ˈänʲt͡sʲä]       | Largo          | Palatalizado; com um componente apical fricativo. Corresponde a [t͡ʃ] no espanhol padrão. |
| Espanhol                | Chileno                        | ancha          | [ˈänʲt͡sʲä]       | Largo          | Palatalizado; com um componente apical fricativo. Corresponde a [t͡ʃ] no espanhol padrão. |
| Espanhol                | Alguns dialetos rio-platenses. | tía            | ['t͡sia̞]          | Tia            | Palatalizado; com um componente apical fricativo. Corresponde a [t͡ʃ] no espanhol padrão. |